# Wiesengräserdermatitis
Die Wiesengräserdermatitis oder Photodermatitis (genauer Phytophotodermatitis) ist eine Entzündung der Haut, die durch bestimmte Pflanzenextrakte (Furanocumarine) und anschließende Bestrahlung mit UV-A verursacht wird. Im Gegensatz zum Sonnenbrand verläuft die Erkrankung verlängert und verursacht eine starke Pigmentierung nach dem Abheilen.

## Häufigkeit
Die Erkrankung tritt vor allem in der Zeit von Frühsommer bis Herbst auf. Betroffen sind Menschen, die sich beruflich oder in ihrer Freizeit mit Pflanzen beschäftigen und anschließend der Sonne ausgesetzt sind. Personen aller Hauttypen können unabhängig von der Stärke vorausgegangener Bräunung betroffen sein.

## Krankheitsmechanismus
Die Wiesengräserdermatitis ist eine phototoxische Hautreaktion. Die Haut kommt von außen (oder selten über die Blutbahn) mit einem Photosensibilisator in Kontakt, der die Lichtenergie absorbiert und auf benachbarte Moleküle überträgt. Die Wellenlängen des auslösenden Lichtes liegen im UV-A-Bereich oder im sichtbaren Bereich.

## Auslösende Stoffe

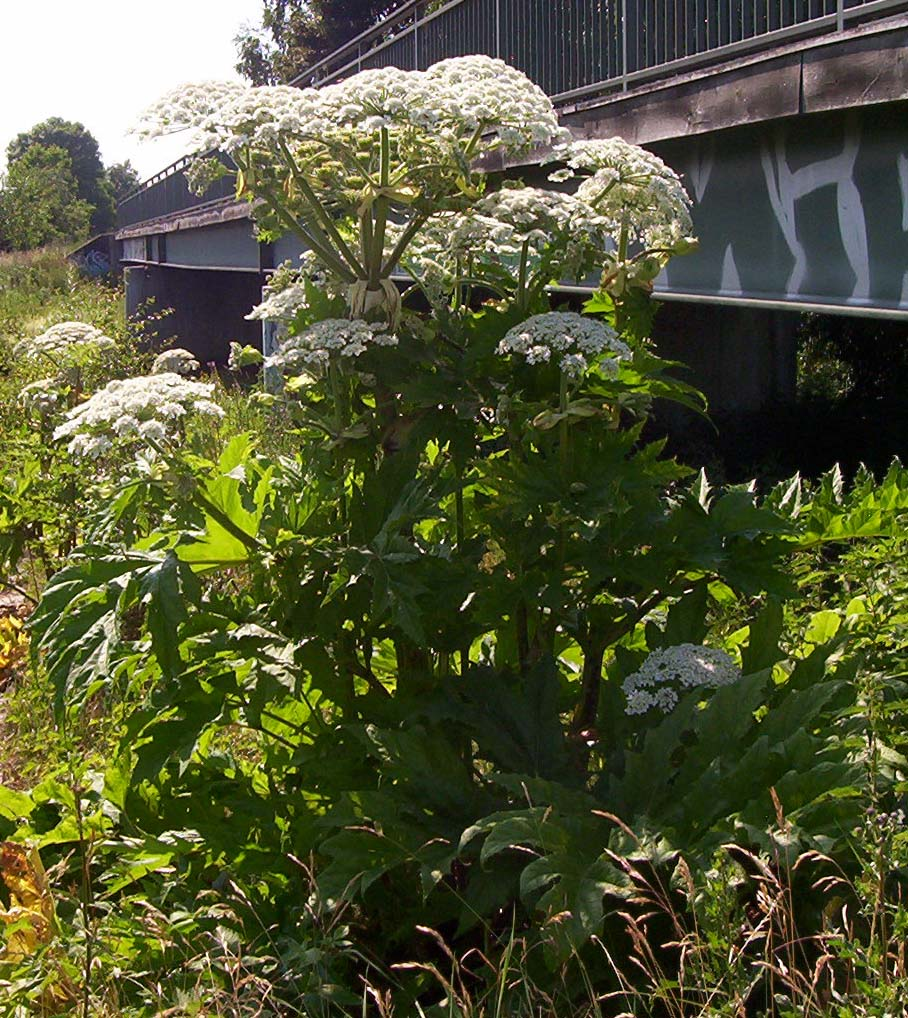
Riesen-Bärenklau oder Herkulesstaude

Die meisten auslösenden Stoffe stammen aus der Gruppe der Psoralene (Furocumarine) und sind in Blättern, Stängeln und Fruchtständen von heimischen oder exotischen Pflanzen enthalten. Hierzu zählen:
- Pastinak (Pastinaca)
- Herkulesstaude (Heracleum mantegazzianum)
- Wiesen-Bärenklau (Heracleum sphondylium)
- Meisterwurz (Peucedanum ostruthium)
- Engelwurz (Angelica)
- Aschwurz (Dictamnus albus)
- Feigenbaum (Ficus carica)
- Weinraute (Ruta graveolens)[1]
- Bergamotte (Citrus bergamia)
- Knorpelmöhre (z. B. Große Knorpelmöhre)
- Sellerie (Apium graveolens)

Einige dieser Pflanzen werden auch in Getränken (Kräuterlikör), Gewürzen oder Parfüms verarbeitet und können auch auf diesem Wege eine phototoxische Reaktion auslösen.
Photosensibilisatoren sind auch im Steinkohlenteer enthalten, bestimmte Medikamente können eine Photodermatitis auslösen:
- 3,5- und 8-Methoxypsoralen
- Phenothiazine, insbesondere Chlorpromazin
- Tetracycline, insbesondere Dimethylchlortetracycline
- bestimmte Nichtsteroidale Antirheumatika
- Alendronat, ein Bisphosphonat.

## Klinik

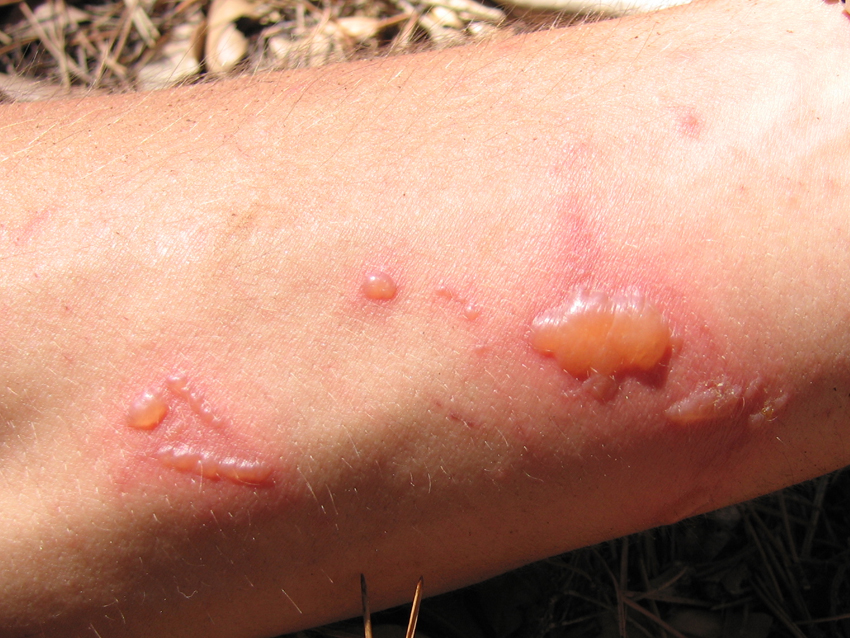
Bläschenbildung nach Berührung mit der Weinraute (Ruta graveolens)

Ein bis zwei Tage nach Pflanzenkontakt und Sonnenexposition finden sich in streifigen, blattförmigen oder netzartigen Mustern angeordnete Hautveränderungen, entsprechend den Kontaktstellen mit den Pflanzen oder deren Schnittflächen. Zusätzlich bedingt die notwendige Exposition gegen Sonnenlicht die Ausbreitung am Körper – typischerweise an Armen und Beinen. Es treten Rötungen und Blasen auf, die ihren Höhepunkt nach etwa drei Tagen erreichen. Die Patienten geben Juckreiz und brennenden Schmerz an. Unter starker Hyperpigmentierung heilen die Hauterscheinungen nach zwei bis vier Wochen ab.
Bei nur schwacher Sonnenexposition kann die starke entzündliche Reaktion fehlen und nach ein bis zwei Wochen direkt die Hyperpigmentierung auftreten (Photodermatitis pigmentaria oder Berloque-Dermatitis).

## Diagnose und Differentialdiagnose
Die streifige Anordnung und die Form der Hauterscheinungen mit Rötung und Blasenbildung ermöglicht die Diagnose und erlaubt die Differentialdiagnose zum Sonnenbrand.
Im Gegensatz zur Porphyria cutanea tarda sind die Porphyrinwerte normal.

## Therapie
Die Behandlung erfolgt lokal mit Cremes und Lotionen, die Glukokortikoide enthalten. In schweren Fällen kann auch mit einer systemischen Glukokortikoidgabe eine Linderung erzielt werden. Prostaglandinsynthesehemmer sind unwirksam.

## Prognose
Die Erkrankung heilt nach zwei bis vier Wochen ab und hinterlässt eine starke Hyperpigmentierung, die viele Monate verbleiben kann. Die Behandlung hat – von den akuten Beschwerden abgesehen – keinen wesentlichen Einfluss auf den Verlauf.